# 케이오니아 플라우티아
케이오니아 플라우티아 (Ceionia Plautia, 활동 시기: 서기 2세기)는 로마의 귀족 여성으로, 로마 제국을 다스렸던 네르바-안토니누스 왕조 출신으로 덜 알려진 인물들 중 한 명이다.

## 생애
플라우티아는 로마 황제 하드리아누스 (재위: 117–138년)가 처음으로 입적시킨 후계자인 로마 원로원의원 루키우스 아일리우스 카이사르와 그의 아내 아비디아 사이에서 태어난 차녀이다. 플라우티아는 로마에서 태어나고 자랐다. 그녀의 코그노멘인 '플라우티아'는 어머니와 조모한테서 물려받은 것이었다. 그녀는 자녀 셋이 있었는데, 케이오니아 파비아라는 딸과, 161년부터 169년까지 마르쿠스 아우렐리우스와 공동 통치를 했던 루키우스 베루스 그리고 가이우스 아비디우스 케이오니우스 콤모두스 형제이었다.
그녀의 외조부모는 로마의 원로원 의원 가이우스 아비디우스 니그리누스와 기록 상으로는 없으나 플라우티아라고 이름이 추측되는 귀족 여성이었다. 그녀의 양조부모가 로마 황제 하드리아누스이자 황후인 비비아 사비나이며, 친 조부모는 집정관을 지낸 루키우스 케이오니우스 콤모두스 및 플라우티아이었다.
플라우티아는 166년에 집정관 퀸투스 세르빌리우스 푸덴스와 혼인했다. 플라우티아는 세르빌리아라는 딸을 낳았는데, 세르빌리아는 원로원 계층인 유니우스 리키니우스 발부스와 혼인했다. 세르빌리아와 발부스 사이에서는 유니우스 리키니우스 발부스라는 아들이 있었다.

## 참고 문헌
- Alan K. Bowman, Peter Garnsey, Dominic Rathbone, The Cambridge ancient history, Volume 11 Second Edition. 2000
- Anthony Richard Birley, Marcus Aurelius. London: Routledge, 2000.
- Guido Migliorati, Cassio Dione e l'impero romano da Nerva ad Antonino Pio: alla luce dei nuovi., 2003.
- C. Konrad, Plutarch's Sertorius: A Historical Commentary.  Chapel Hill: University of North Carolina Press, 1994.